# Kumejing (Wadaslintang)
Kumejing is een bestuurslaag in het regentschap Wonosobo van de provincie Midden-Java, Indonesië. Kumejing telt 2424 inwoners (volkstelling 2010).